# L'Heure du cochon
Pour plus de détails, voir Fiche technique et Distribution.
L'Heure du Cochon (The Hour of the Pig) est un film anglais dramatique réalisé par Leslie Megahey en 1993,. L'intrigue du film est basé sur une histoire vraie.

## Synopsis
Au XVe siècle, en France, Richard Courtois, un jeune avocat qui a quitté Paris, est sollicité par le seigneur d'Abbeville dans un procès judiciaire. Le jeune homme va devoir assurer la défense d'un cochon accusé du meurtre d'un enfant...

## Fiche technique
- Titre : L'Heure du cochon
- Titre original : The Hour of the Pig
- Autre titre anglais : The Advocate
- Réalisation : Leslie Megahey
- Scénario : Leslie Megahey
- Musique : Alexandre Desplat
- Photographie : John Hooper
- Montage : Isabelle Dedieu
- Production : David M. Thompson
- Société de production : BBC Films et CiBy 2000
- Société de distribution : CiBy 2000 (France)
- Pays :   Royaume-Uni et  France
- Genre : Drame
- Durée : 112 minutes
- Dates de sortie : 
  -  Royaume-Uni : 21 janvier 1994
  -  France : 31 juillet 1996

## Distribution
- Colin Firth : Richard Courtois
- Ian Holm : Albertus
- Donald Pleasence : Pincheon
- Amina Annabi : Samira
- Nicol Williamson : Seigneur Jehan d'Auferre
- Michael Gough : Magistrat Boniface
- Harriet Walter : Jeannine Martin
- Jim Carter : Mathieu
- Lysette Anthony : Filette d'Auferre
- Sophie Dix : Maria
- Vincent Grass : le bailli Labatier
- Elizabeth Spriggs : Madame Langlois
- Raoul Delfosse : Georges l'aveugle
- Justin Chadwick : Gerard d'Auferre
- Jean-Pierre Stewart : Sheriff
- Emil Wolk : Imprimeur
- Dave Atkins : Valliere
- François Lalande : Constructeur
- Vernon Dobtcheff : Apothicaire
- Sami Bouajila : Mahmoud
- Joanna Dunham : Lady Catherine d'Auferre
- Michael Cronin : Sombre étranger
- Peter Hudson : Officier du Sheriff
- Charles Dale : Premier témoin
- Gordon Langford Rowe : Second témoin
- Judy Pascoe : Joueur itinérant
- Roy Evans : Joueur itinérant
- Robert Putt : Joueur itinérant
- Ralph Nossek : Poiccard
- Melissa Wilkes : Jeune fille
- David Larkin : Jeune garçon
- Patricia Saltopoulos : Paysanne
- Alain Blazquez : L'homme trompé
- Isabelle Marcoz : Femme dans le lit
- Marie-Pierre Cascales : Femme dans le lit
- Jean-Jacques Charliot : Roger Landrier
- Peter Pedrero : Serf
- Fred Wood : Porteur de flambeau à la fête